# Altare di Sant'Antonio da Padova

L'altare del santo secondo la ricostruzione Boito in una foto d'epoca

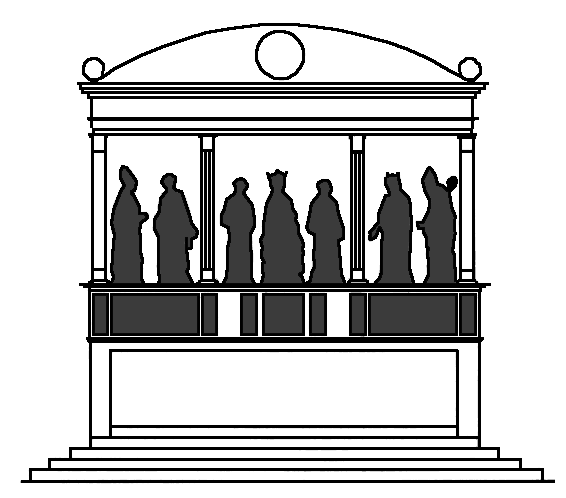
Possibile ricostruzione dell'altare di Sant'Antonio da Padova

L'Altare di Sant'Antonio è l'altare maggiore della basilica di Sant'Antonio da Padova a Padova. Fu realizzato da Donatello tra il 1446 e il 1453 con un ricchissimo corredo scultoreo in bronzo, che comprende sette statue a tutto tondo, cinque rilievi maggiori e diciassette rilievi minori montati su una grande struttura architettonica.
La struttura originale venne distrutta nel tardo XVI secolo per far posto a un nuovo altare e le sculture furono riutilizzate o spostate in varie zone della chiesa. Nel XIX secolo l'altare donatelliano venne riallestito rimettendo insieme tutte le sculture, ma poiché non esistono fonti iconografiche che testimonino com'era fatto l'altare originale, l'opera oggi visibile è una ricostruzione puramente ipotetica e la disposizione delle opere è tuttora dibattuta fra gli studiosi.

## Storia

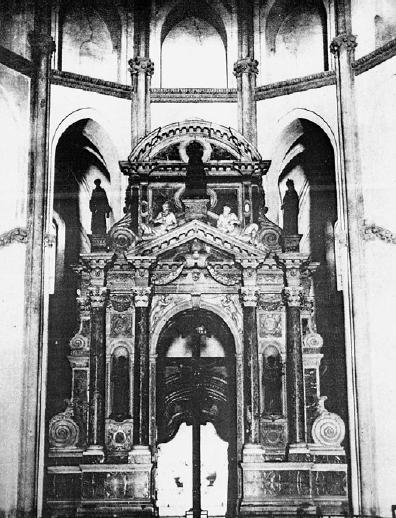
L'altare barocco

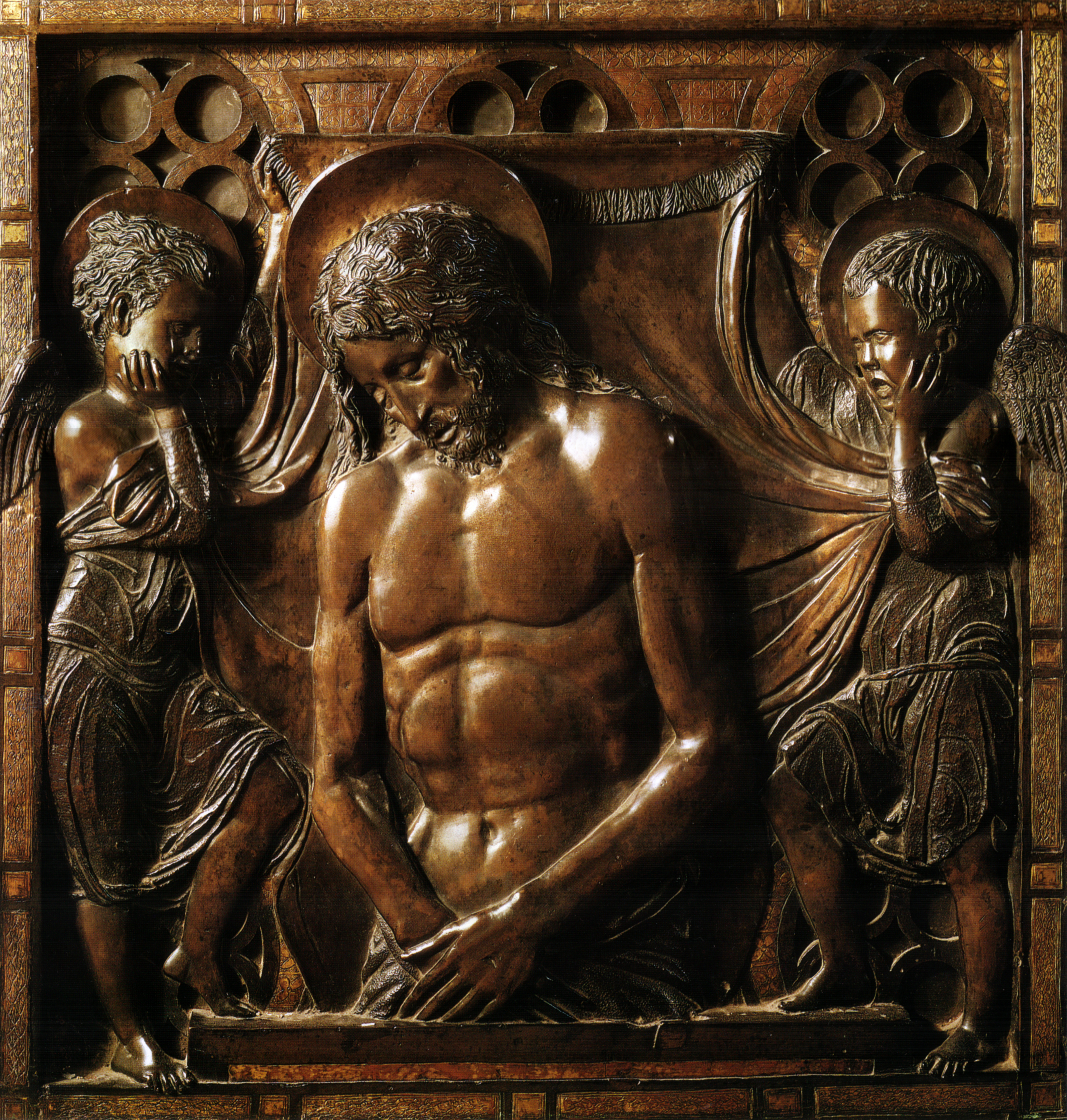
Cristo morto

L'importante commissione allo scultore fiorentino venne probabilmente decisa dopo aver visto il risultato del Crocifisso bronzeo (1443-1447), oggi collocato sopra l'altare, ma originariamente pensato forse per il coro.
Grazie alla generosa donazione del cittadino padovano Francesco del Tegola, datata 3 aprile 1446, poté essere progettato un complesso mai visto prima, in gran parte nel costosissimo bronzo con la tecnica della cera persa.
Il procedere dei lavori è documentato bene dalle numerose testimonianze d'archivio. Iniziati i lavori nella seconda metà del 1446, nel maggio dell'anno successivo i singoli pezzi erano stati già fusi. Almeno cinque aiutanti parteciparono all'impresa: Urbano da Cortona, Giovanni da Pisa, Antonio Chellini, Francesco del Valente e il pittore Nicolò Pizzolo.
Nelle intenzioni dei committenti c'era che l'opera venisse terminata in tempo per la festa di Sant'Antonio da Padova del 13 giugno 1450, ma in realtà ancora dopo la partenza di Donatello da Padova (1453) sono registrati ritocchi fino al 1477. Appena terminato l'altare doveva offrire una visione imponente, con la policromia e l'effetto abbagliante delle dorature e argentature. Gli elementi decorativi erano impostati in ricche varianti, che andavano dalle figurette dei rilievi, alla pienezza plastica delle opere a tutto tondo, dalle pose più composte a quelle più freneticamente concitate.
Con la ristrutturazione del presbiterio nel 1591, l'altare venne smembrato e le varie opere divise in più punti della basilica. Nel nuovo altare barocco vennero reimpiegate solo alcune statue donatelliane, soprattutto nel coronamento. Solo nel 1895 fu ricomposto da Camillo Boito, il quale però creò una sistemazione fantasiosa e diversa dalla composizione originale.

## Descrizione

### La struttura architettonica
(John Pope-Hennessy, Donatello, 1986)
Anche se fortunatamente tutte le sculture sono sopravvissute, la perdita della struttura architettonica originale in cui erano collocate ha comportato un danno notevole alla leggibilità dell'opera, conoscendo l'estrema attenzione con cui Donatello definiva i rapporti tra le figure, lo spazio e il punto di vista dell'osservatore.
La ricostruzione odierna schiera le statue una accanto all'altra, su due livelli, e anche i rilievi sono quasi tutti concentrati sulla faccia anteriore. All'epoca invece i lati posteriori degli altari avevano dignità pari alla faccia anteriore, perché essi erano destinati al godimento dei committenti, cioè dei presbiteri che partecipavano alla messa seduti nel coro, rigidamente separati dai fedeli tramite iconostasi che erano ben visibili in ogni chiesa fino alla Controriforma.
L'aspetto originale molto probabilmente ricordava una sacra conversazione tridimensionale, con le figure dei sei santi a tutto tondo disposte attorno a una Madonna col Bambino sotto una sorta di baldacchino poco profondo scandito da otto colonne o pilastri, posto a ridosso degli archi del deambulatorio, non all'inizio del presbiterio come oggi. Il basamento, ornato da rilievi su tutti i lati, era una sorta di predella, mentre lo zoccolo doveva essere decorato da intarsi marmorei.
Studiando i pochi frammenti rimasti (tra cui due alla Fondazione Romano di Firenze, non unanimemente riconosciuti dalla critica), gli studiosi hanno formulato varie ipotesi di ricostruzione, ma senza trovare un accordo, tanto che se ne contano almeno 15 tipi diversi. L'ipotesi che gode di maggior credito è quella di White  del 1969, dove l'altare, rialzato da gradini, ha la forma di un parallelepipedo ideale con le facce anteriore e posteriore quadrate e sormontate da una cimasa a forma di arco a tutto sesto ribassato, come quello dell'Annunciazione Cavalcanti, ripreso poi abbastanza fedelmente, si pensa, da Andrea Mantegna nella Pala di San Zeno.

### Le statue a tutto tondo
Al centro dell'altare si doveva trovare sicuramente la Madonna col Bambino, figura chiave della venerazione di Sant'Antonio, affiancata come in una sacra conversazione dalle altre statue di santi: Francesco, Antonio, Giustina, Daniele, Ludovico e Prosdocimo.
L'effetto generale doveva essere quello di un propagarsi del moto a onde successive sempre più intense, partendo dalla Vergine al centro, che era ritratta nell'atto bloccato di alzarsi dal trono per mostrare il Bambino ai fedeli. Le varie ricostruzioni dividono le sculture in gruppi di due e tre (tre al centro, due a destra e due a sinistra), oppure ne ruotano due o quattro sui fianchi o sul retro.

San Ludovico
Santa Giustina
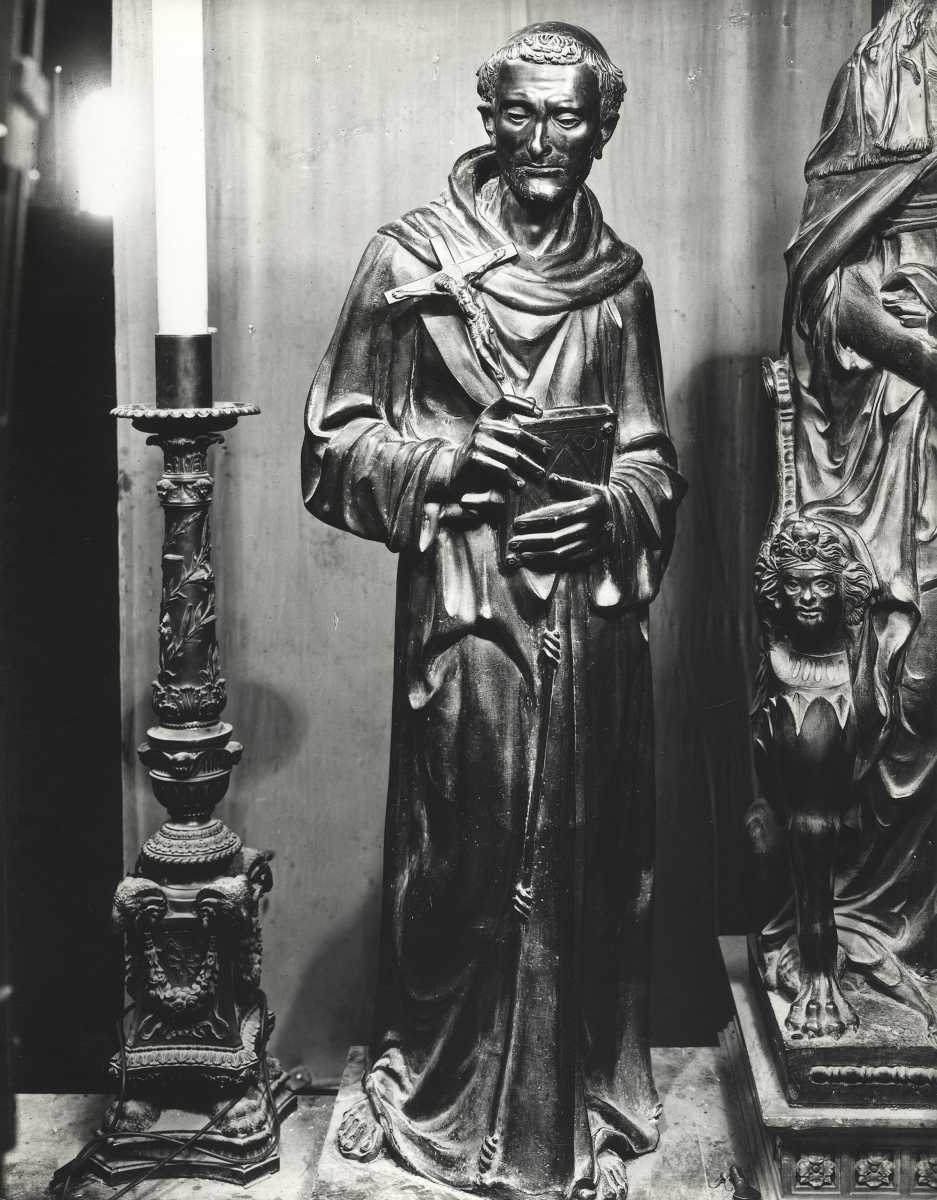
San Francesco
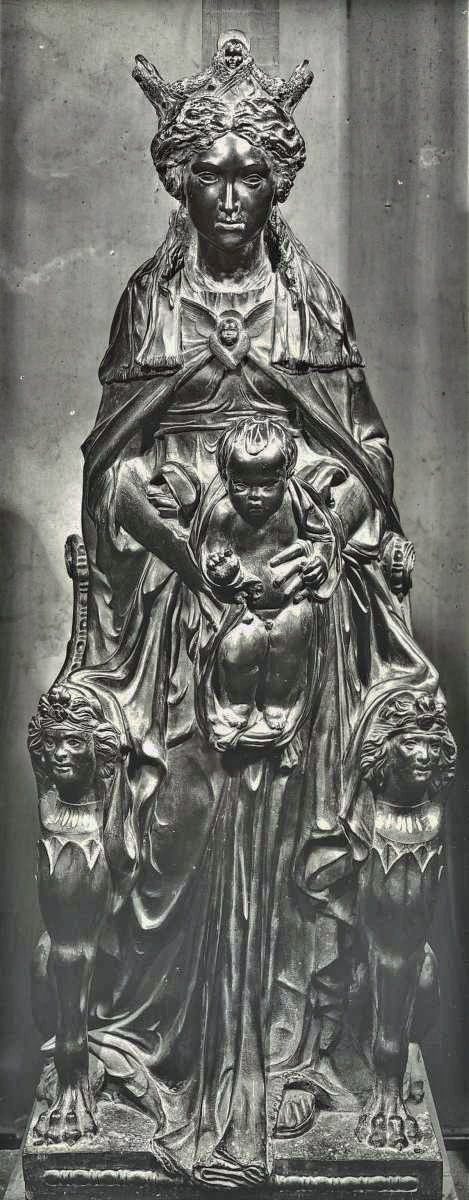
Madonna col Bambino
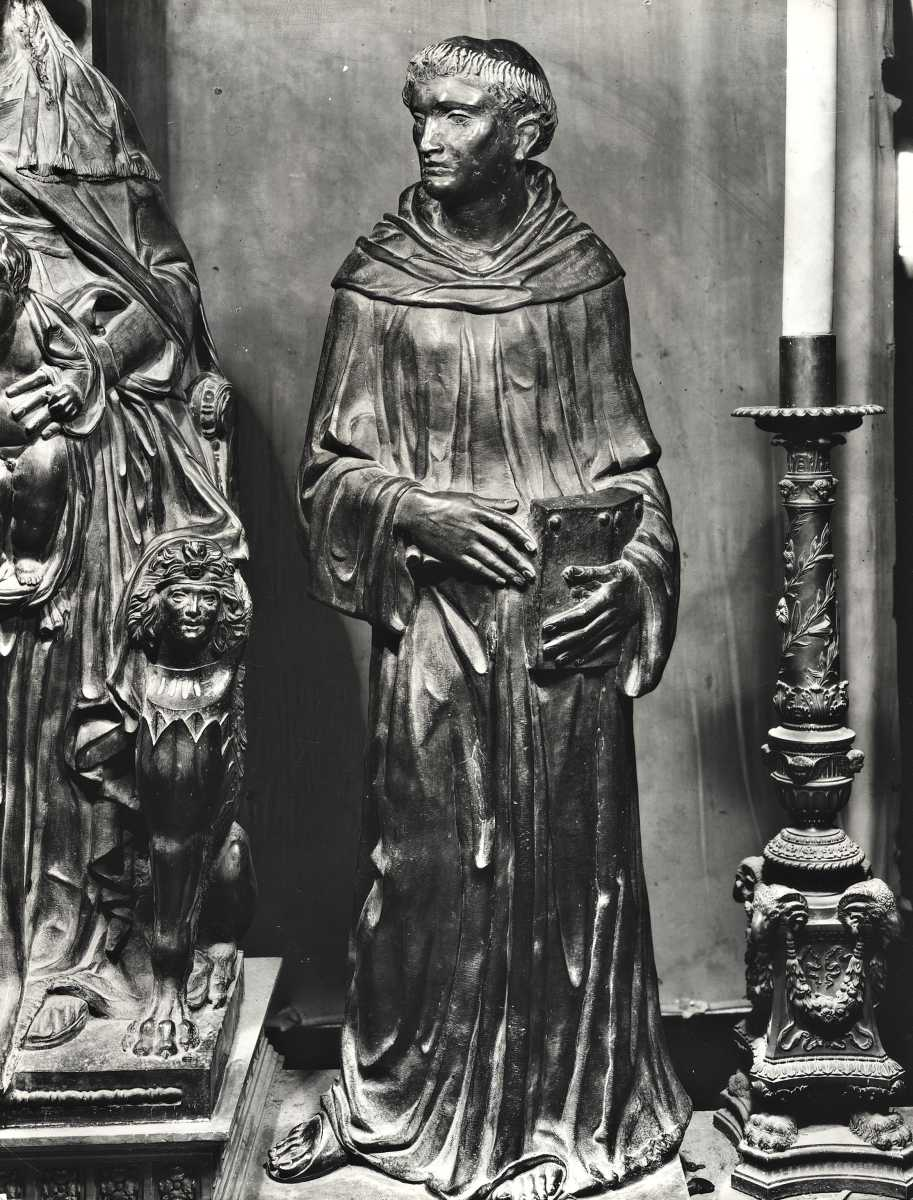
Sant'Antonio
San Daniele
San Prosdocimo

### I rilievi

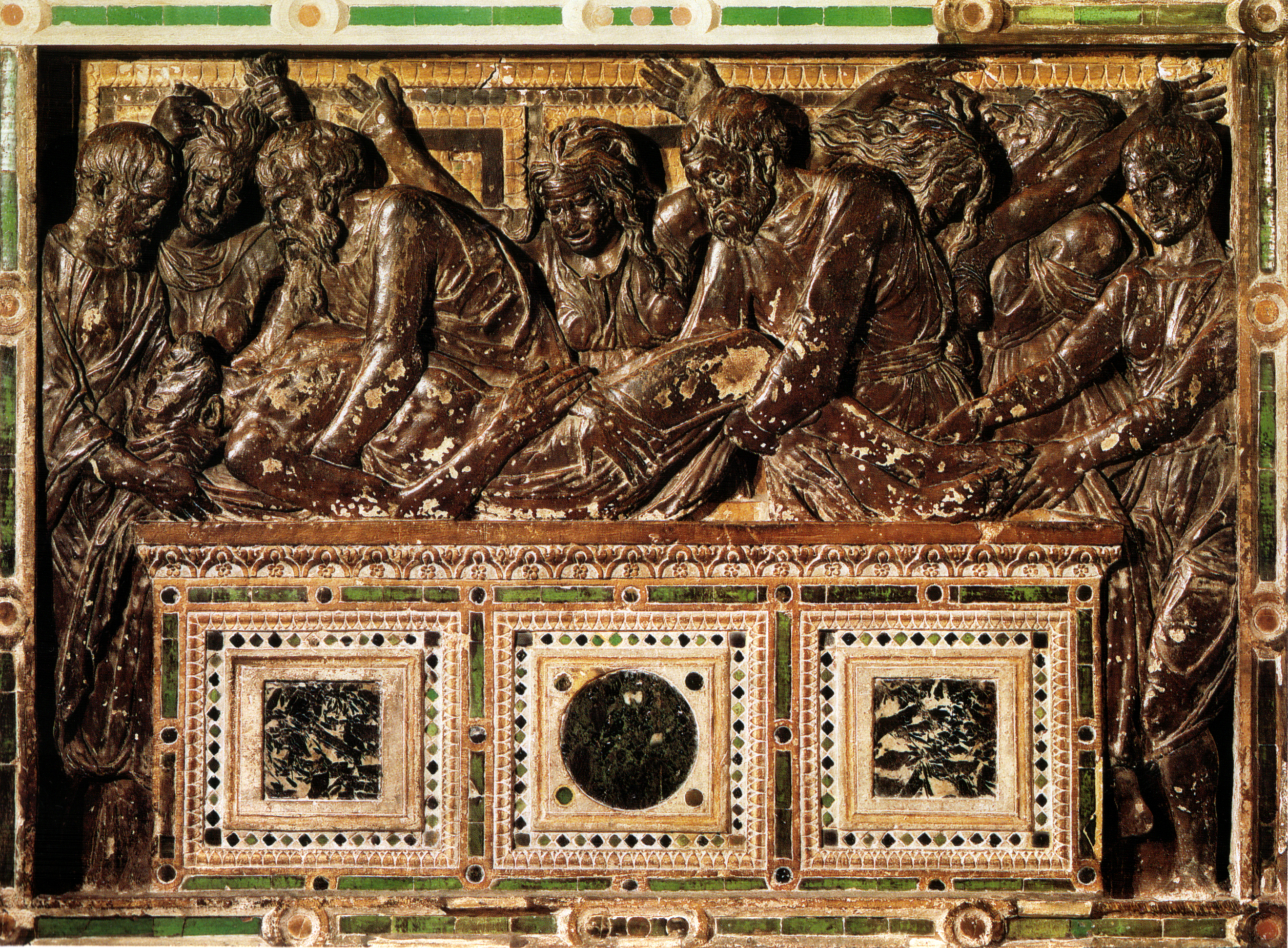
Deposizione di Cristo

Putti

Più complesso è ricostruire la disposizione dei numerosi rilievi. Il pannello più importante è la Deposizione di Cristo, che misura cm 138x188 e forse doveva essere collocato al centro del lato posteriore. È l'unico rilievo non in bronzo ma in pietra calcarea in parte brunita, con inserti policromi.
Quattro pannelli maggiori (cm 57x123) raffigurano i Miracoli di sant'Antonio ed erano collocati forse in una posizione simile a quella odierna, ai lati cioè delle facce principali del basamento, sotto le sculture a tutto tondo. 
- Miracolo dell'asina
- Miracolo del neonato che parla
- Miracolo del figlio pentito
- Miracolo del cuore dell'avaro

Nel rilievo con la Presentazione dell'ostia alla mula, lo spazio venne spartito da tre archi in scorcio non proporzionati con le dimensioni dei gruppi delle figure, in modo da sottolineare la solennità del momento. Nel rilievo con il Miracolo del figlio pentito, la scena è inserita davanti a un grandioso proscenio paesistico-architettonico. Gli altri due rilievi sono la Miracolo del cuore dell'avaro e il Miracolo del neonato che parla. I quattro grandi pannelli dei Miracoli sono composti in scene affollate, dove l'evento miracoloso è mescolato alla vita quotidiana, ma sempre immediatamente individuabile grazie all'uso di linee di forza. Sullo sfondo si aprono maestosi fondali di architetture straordinariamente profonde, nonostante il bassissimo rilievo stiacciato. Numerosi temi sono desunti da monumenti antichi, ma colpisce soprattutto la folla, che per la prima volta diventa parte integrante della rappresentazione. In generale la linea è articolata e vibrante, con balenii di luce esaltati dalle dorature e dalle argentature (oggi ossidate) delle parti architettoniche.
Seguono per dimensioni una formella quadrata con il Cristo morto (58x56) forse al centro della faccia principale, e quattro formelle quadrate con i simboli degli evangelisti (59,80x59,80 cm), forse destinate ai lati:
- Simbolo dell'Evangelista Giovanni
- Simbolo dell'Evangelista Luca
- Simbolo dell'Evangelista Marco
- Simbolo dell'Evangelista Matteo

Infine si hanno i rilievi di dodici formelle alte e strette (58x21 cm) con Angeli musicanti, che forse intervallavano i rilievi maggiori e che oggi sono invece allineati uno dopo l'altro su fronte della mensa eucaristica.
Nella Deposizione in pietra Donatello rielaborò il modello antico della morte di Meleagro; lo spazio viene annullato: della composizione rimangono solo il sarcofago e le figure in modo da accentuare la drammaticità dell'episodio, anche grazie alla mimica facciale e alla gestualità esasperate, che stravolgono i personaggi rendendoli singolarmente irriconoscibili, tanto da creare uno schermo unitario di figure dolenti sconvolte nei lineamenti, che riduce i volti a maschere di dolore e costruisce i corpi e le vesti con angoli acuti. Spicca la linea dinamica, esaltata dalla policromia. 
In quest'opera, di impatto fondamentale per l'arte dell'Italia settentrionale, Donatello rinunciò ai principi di razionalità e fiducia nell'individuo, tipicamente umanistiche, che negli stessi anni ribadiva invece nel Gattamelata. Si tratta dei primi sintomi, colti con estrema prontezza dall'artista, della crisi degli ideali del primo Rinascimento, che maturò nei decenni successivi.

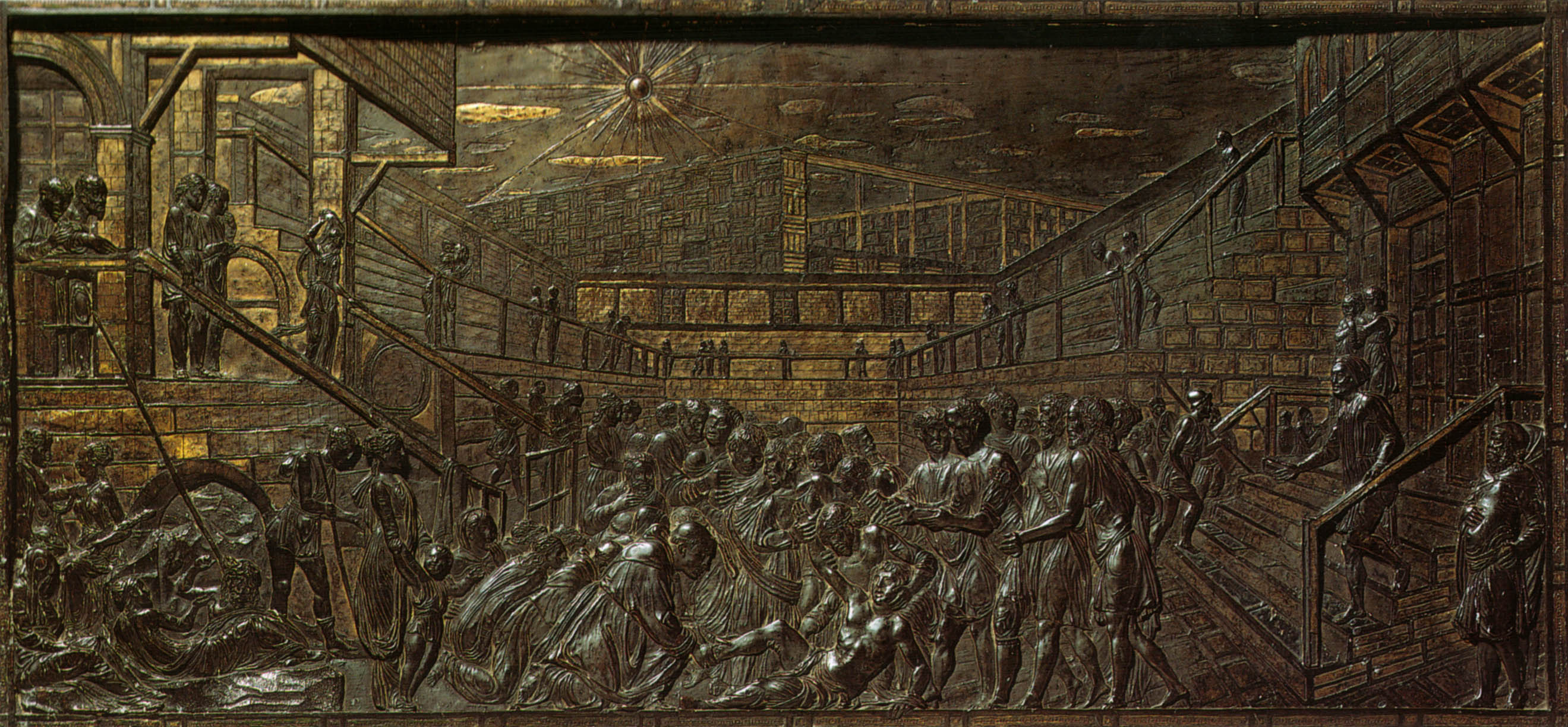
Miracolo del figlio pentito
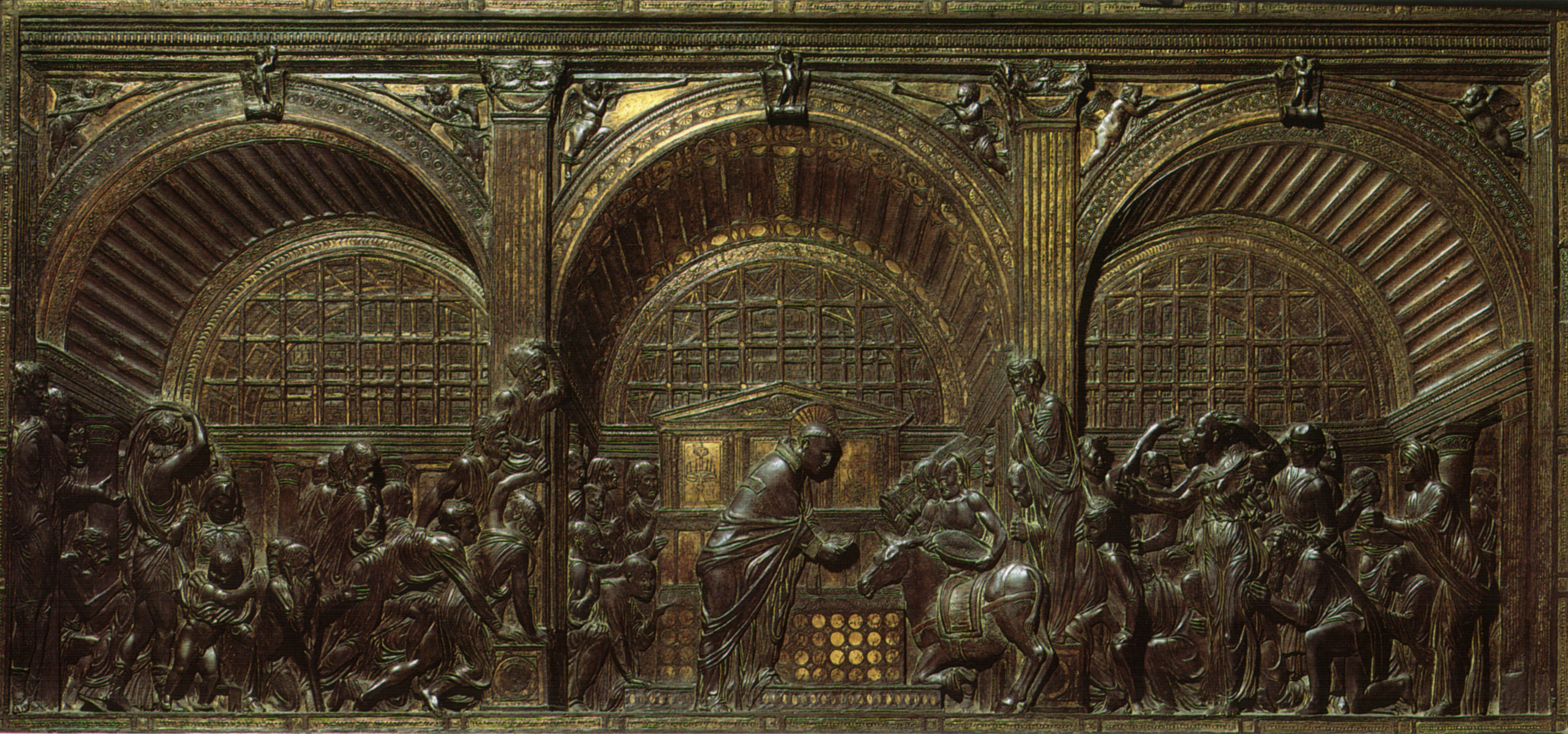
Miracolo dell'asina
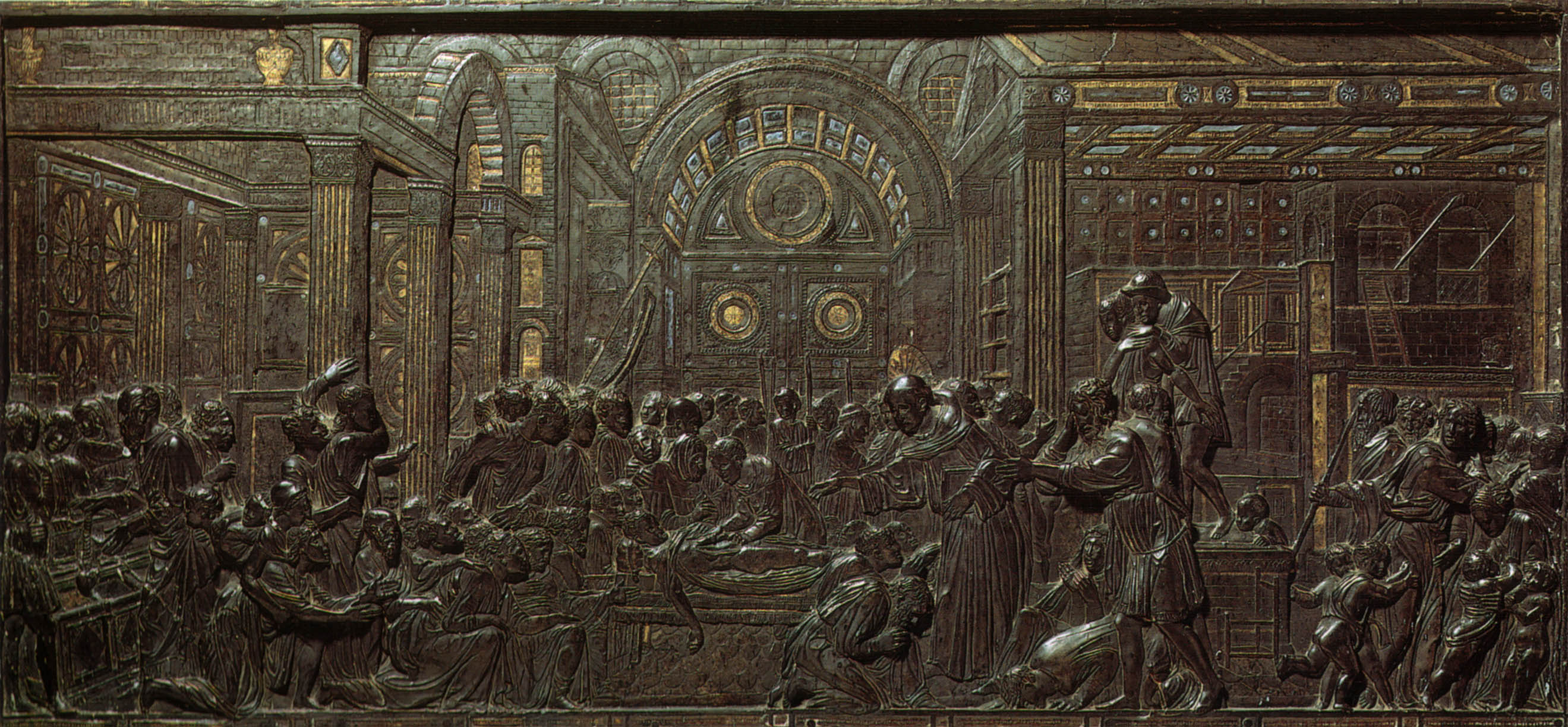
Miracolo del cuore dell'avaro
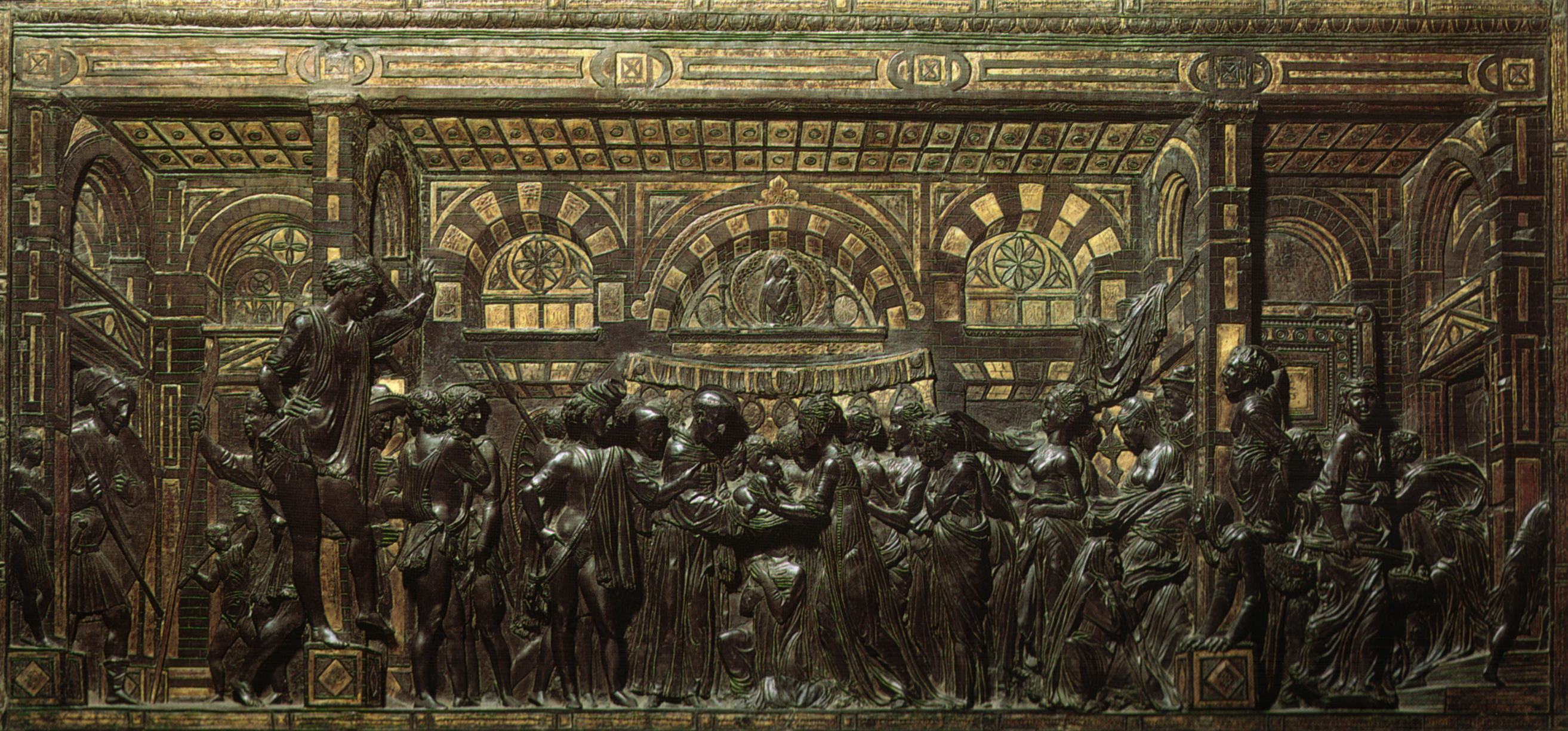
Miracolo del neonato che parla
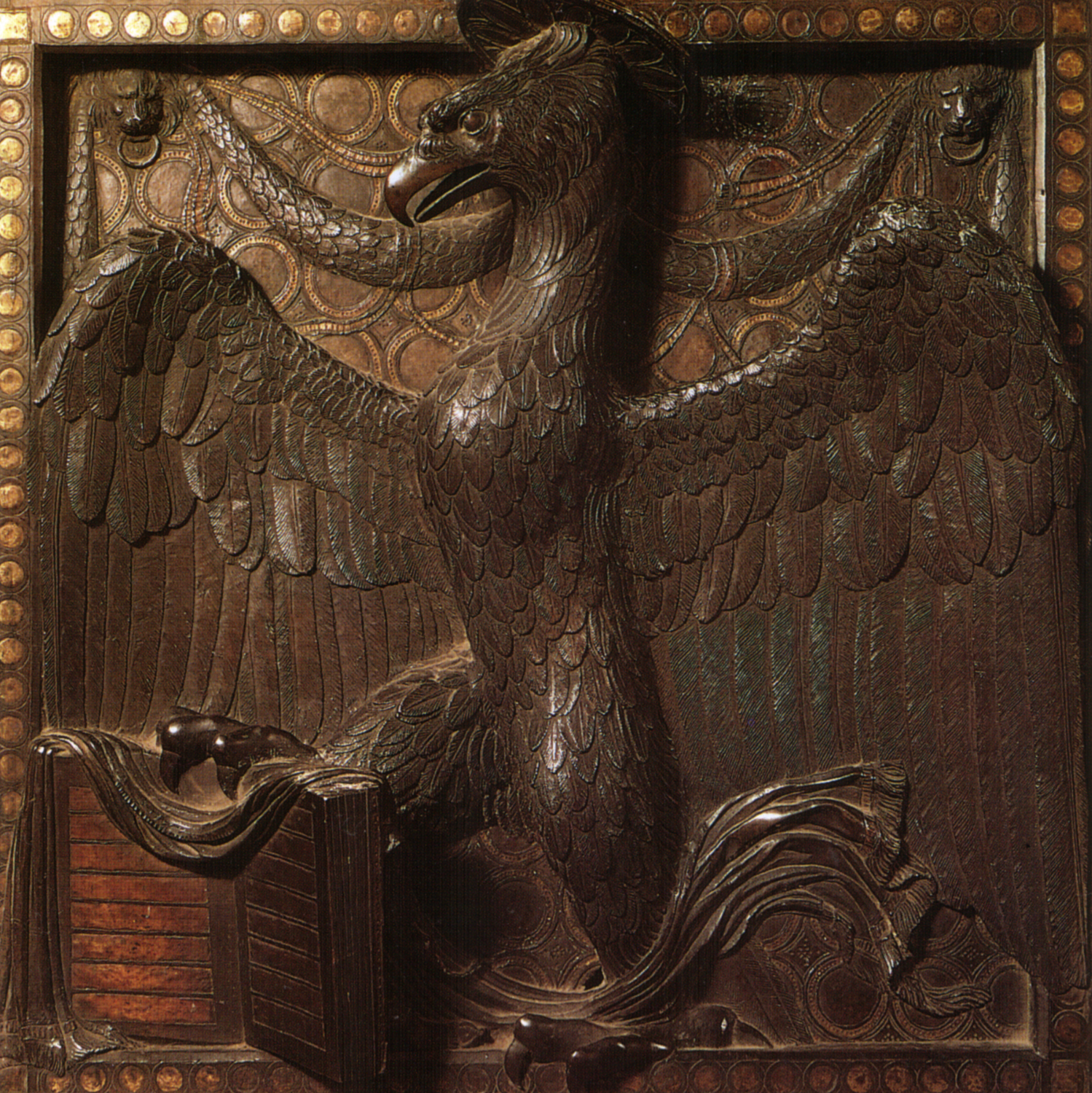
Simbolo dell'evangelista Giovanni
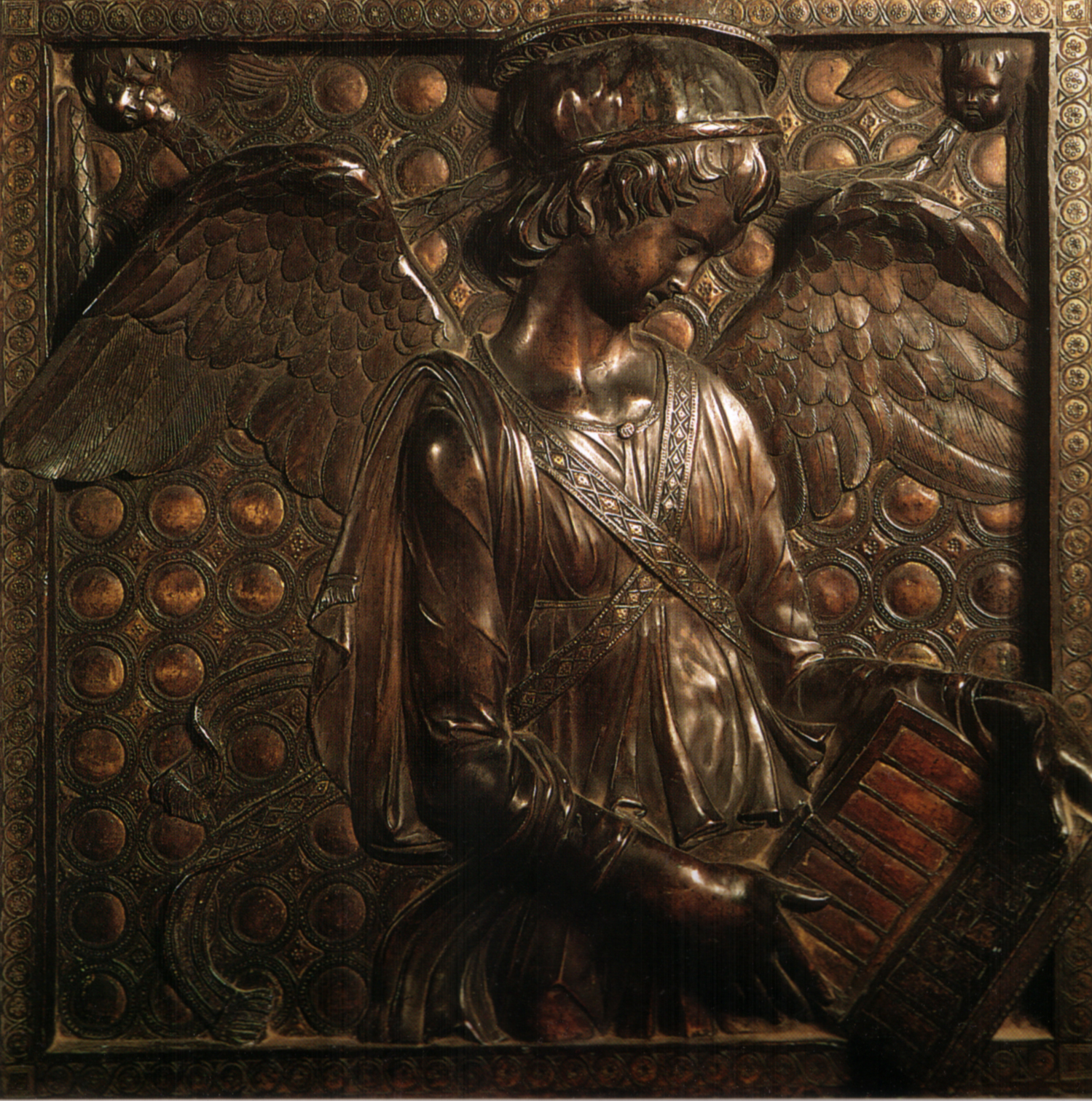
Simbolo dell'evangelista Matteo
Simbolo dell'evangelista Marco
Simbolo dell'evangelista Luca
Putti
Putti